# Somerville (efternamn)
Somerville är namnet på en skotsk klan och därmed ett traditionellt skotskt efternamn. Det kan ingå i geografiska namn.

## Personer med efternamnet Somerville
- Bonnie Somerville (född 1974), amerikansk skådespelare
- Geraldine Somerville (född 1967), irländsk-brittisk skådespelare
- Jimmy Somerville (född 1961), skotsk popsångare, låtskrivare, vänster- och gayaktivist
- Mary Somerville (1780–1872), skotsk författare, astronom  och matematiker